# Castillo de Sävstaholm
El Castillo de Sävstaholm (Sävstaholms slott) es un castillo en el municipio de Vingåker, en el Condado de Södermanland, Suecia. El nombre a veces se deletrea como Säfstaholm, de acuerdo con las antiguas reglas de ortografía suecas.

## Historia
El palacio fue construido en 1666 por Gustav Larsson Sparre (1625-1689), un barón, diplomático y gobernador sueco. Desde 1968, ha sido propiedad del municipio de Vingåker.